# 국도 제52호선 (일본)
국도 제52호선(일본어: 国道52号)은 일본 시즈오카현 시즈오카시 시미즈구의 오키쓰나카정 교차로를 출발, 야마나시현 고후시 고후경찰서 앞 교차로까지 이어주는 일반 국도 노선이다. 그러나 국도의 노선 선형은 통상적으로 I자형의 선형을 가지고 있는 특색을 둔다.

## 주요 경유지
- 시즈오카현 : 시즈오카시 (시미즈구) - 후지노미야시
- 야마나시현 : 미나미코마군 (난부정 - 미노부정 - 후지카와정) - 미나미알프스시 - 니라사키시 - 가이시 - 고후시

## 주요 교차 도로
- 국도 제1호선
- 국도 제469호선
- 국도 제300호선
- 국도 제140호선
- 국도 제20호선
- 국도 제358호선
- 국도 제411호선

## 비고
- 실제 연장은 110.7 km, 현도는 92.5 km, 신도는 18.2 km, 중용 연장 구간은 야마나시현 한정 7.5 km이다.

## 갤러리

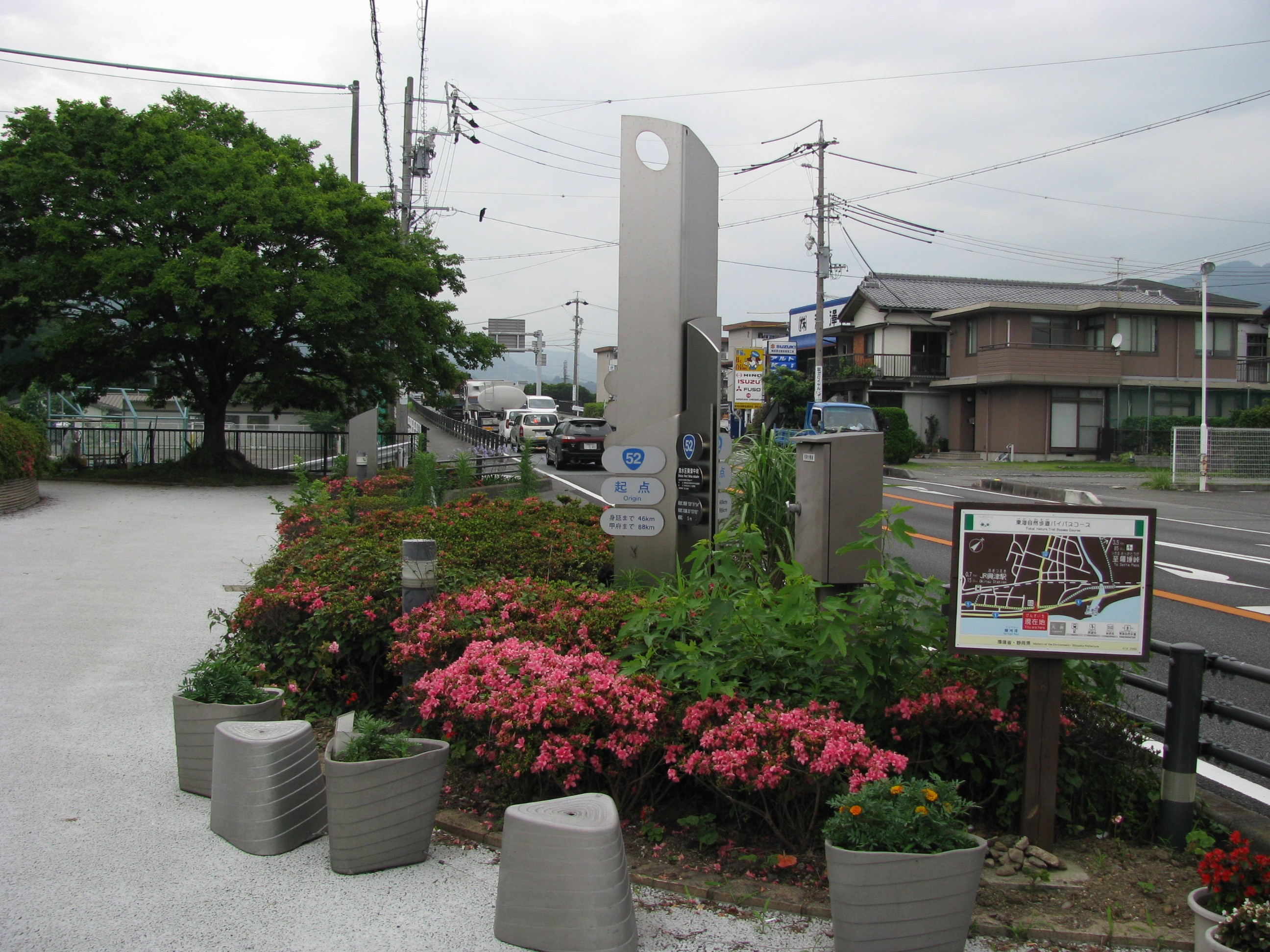
일본 52번 국도의 기점.
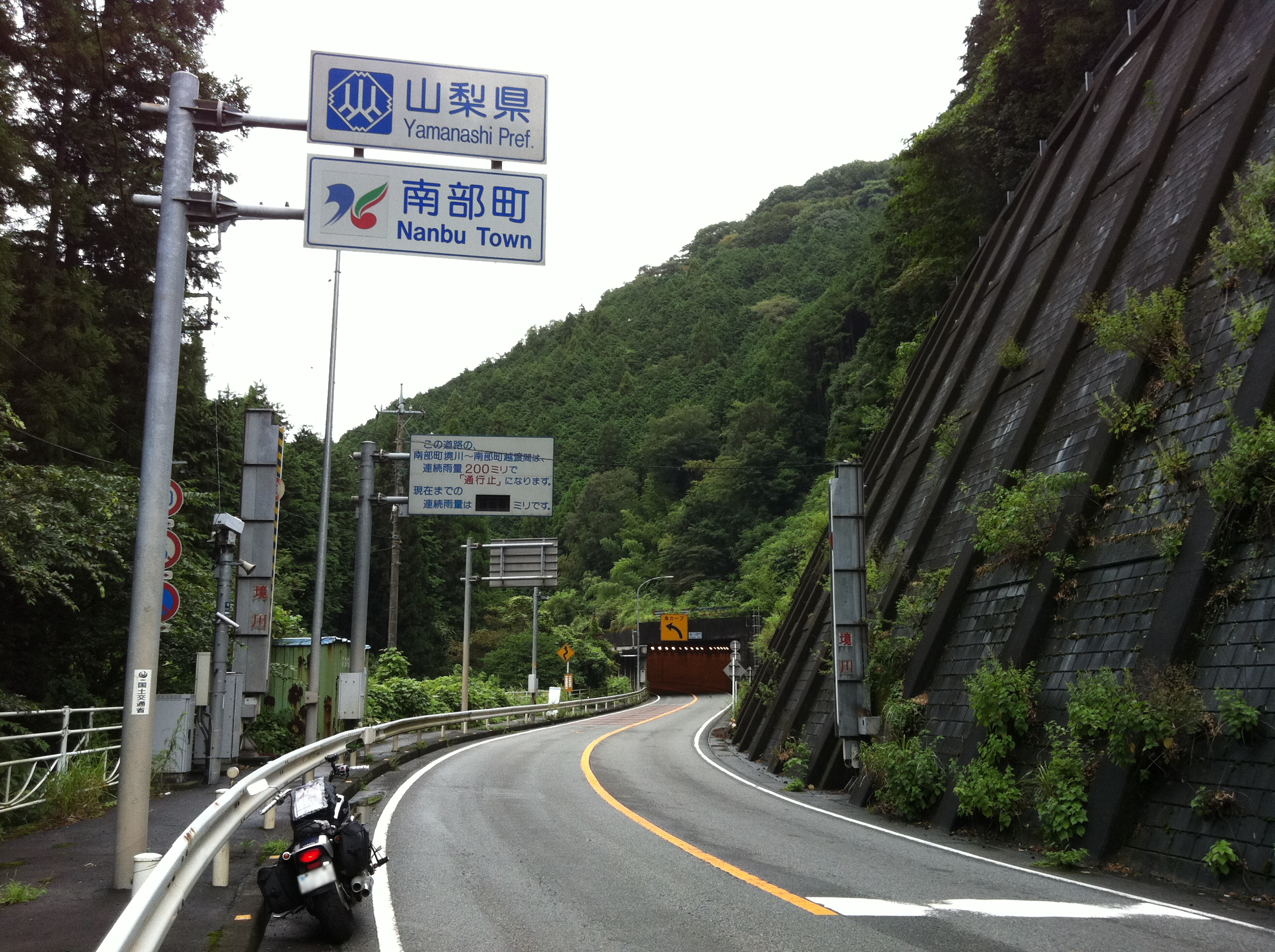
시즈오카현과 야마나시현의 현계, 고후 방면으로 향하는 이정표.
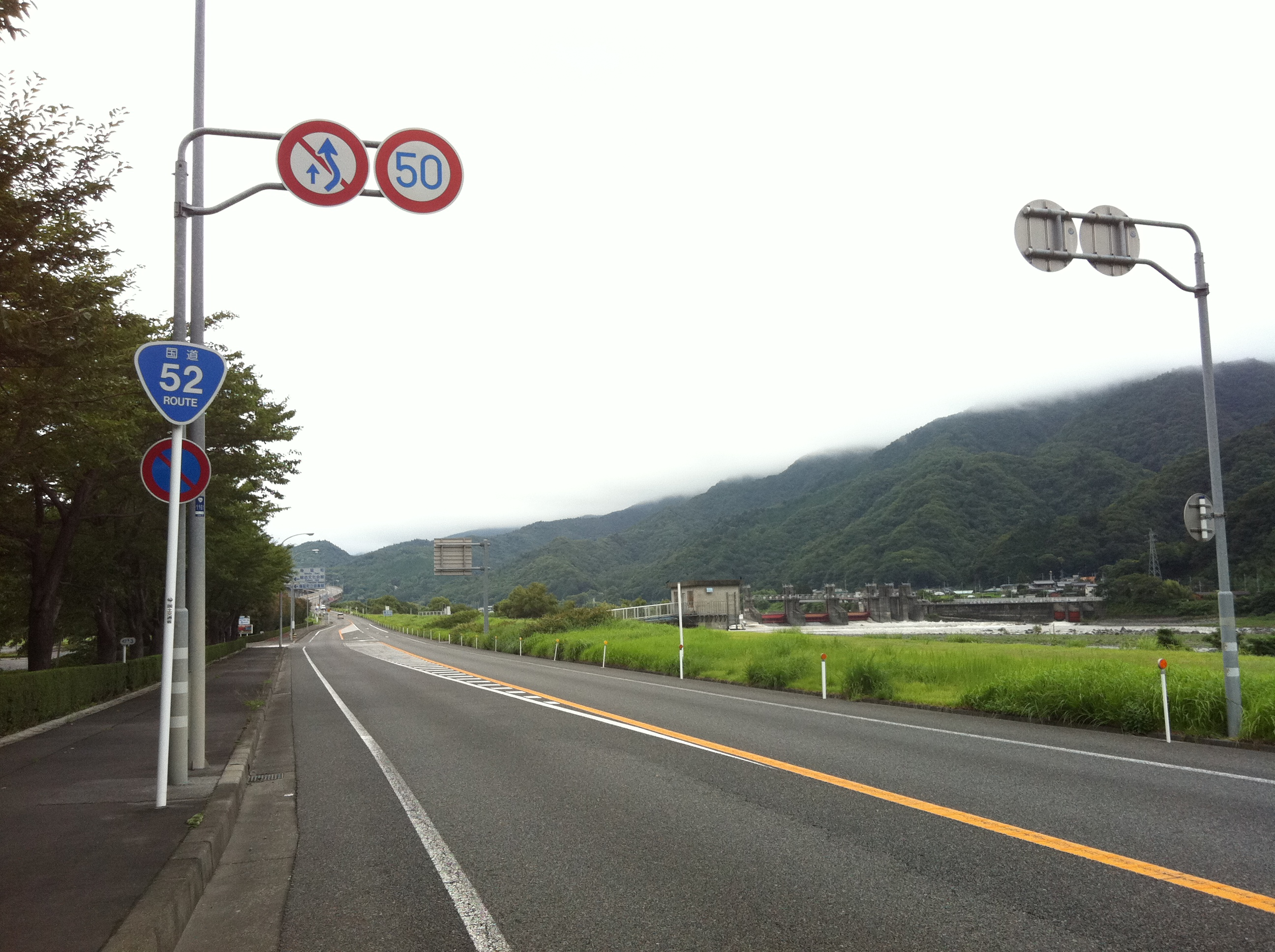
미노부정 안에서 촬영, 방향은 고후 방면.
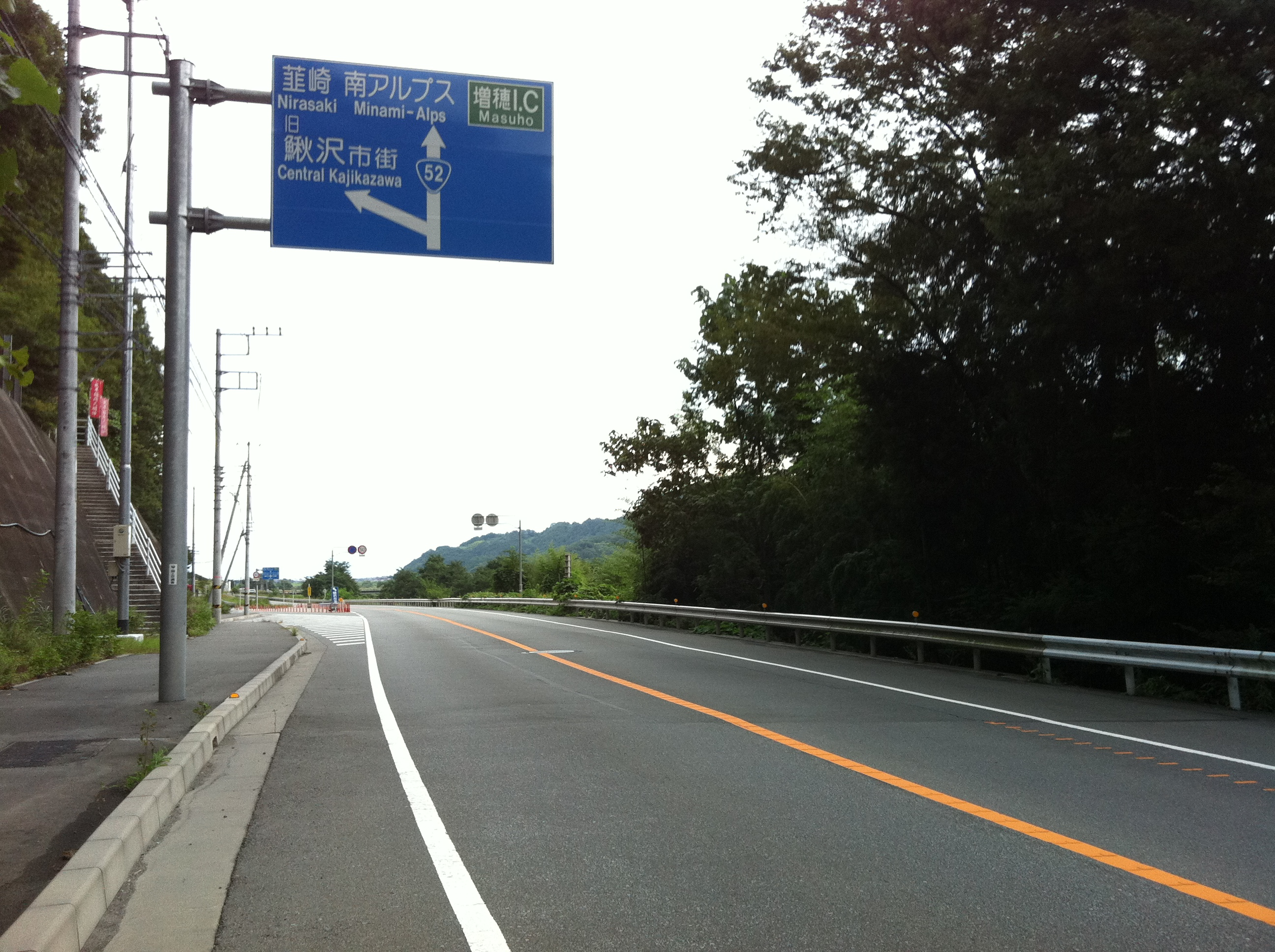
미나미알프스시 방향으로 향하는 이정표.
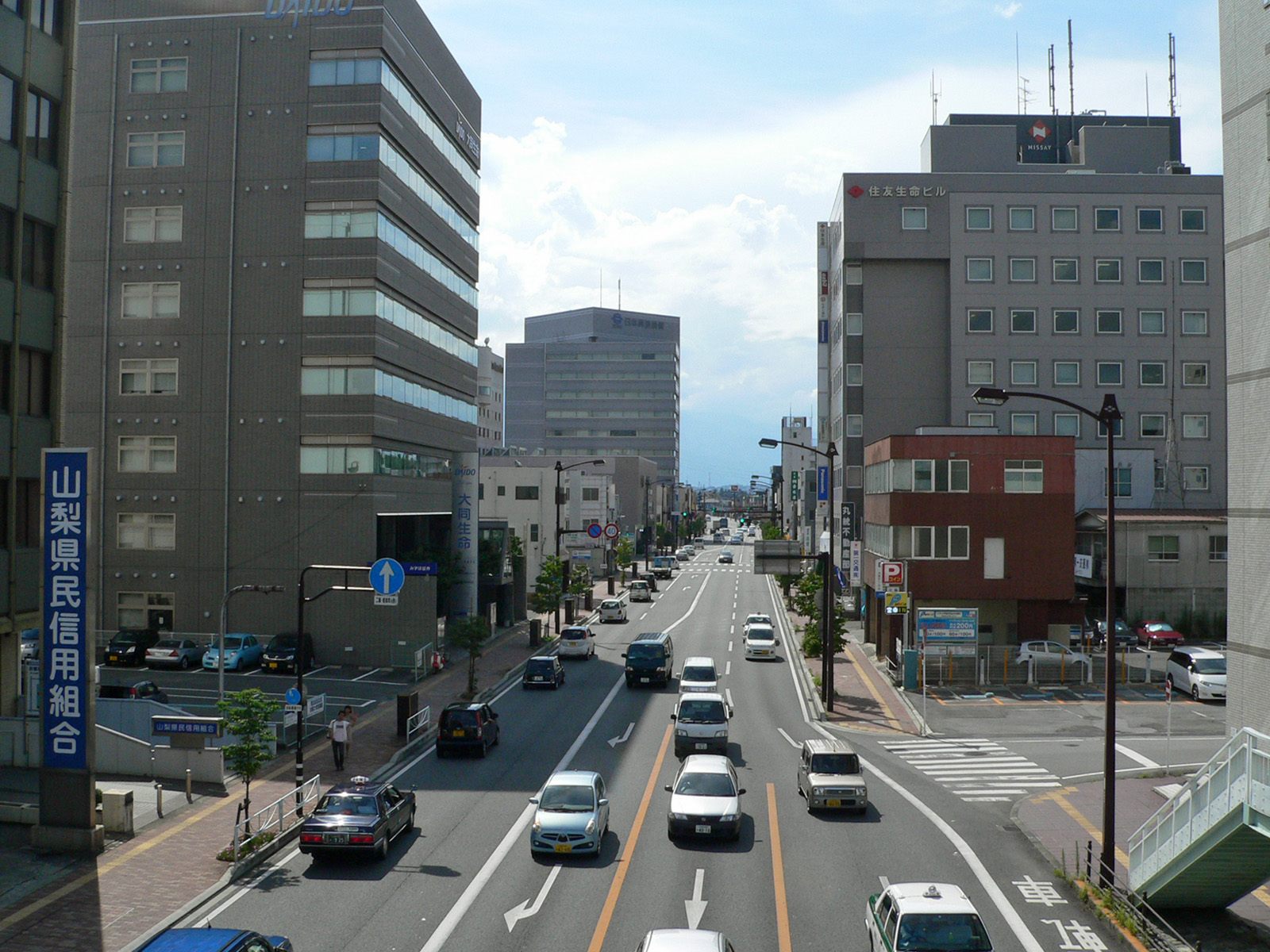
고후시의 아이오이 지구를 관통하는 52번 국도.
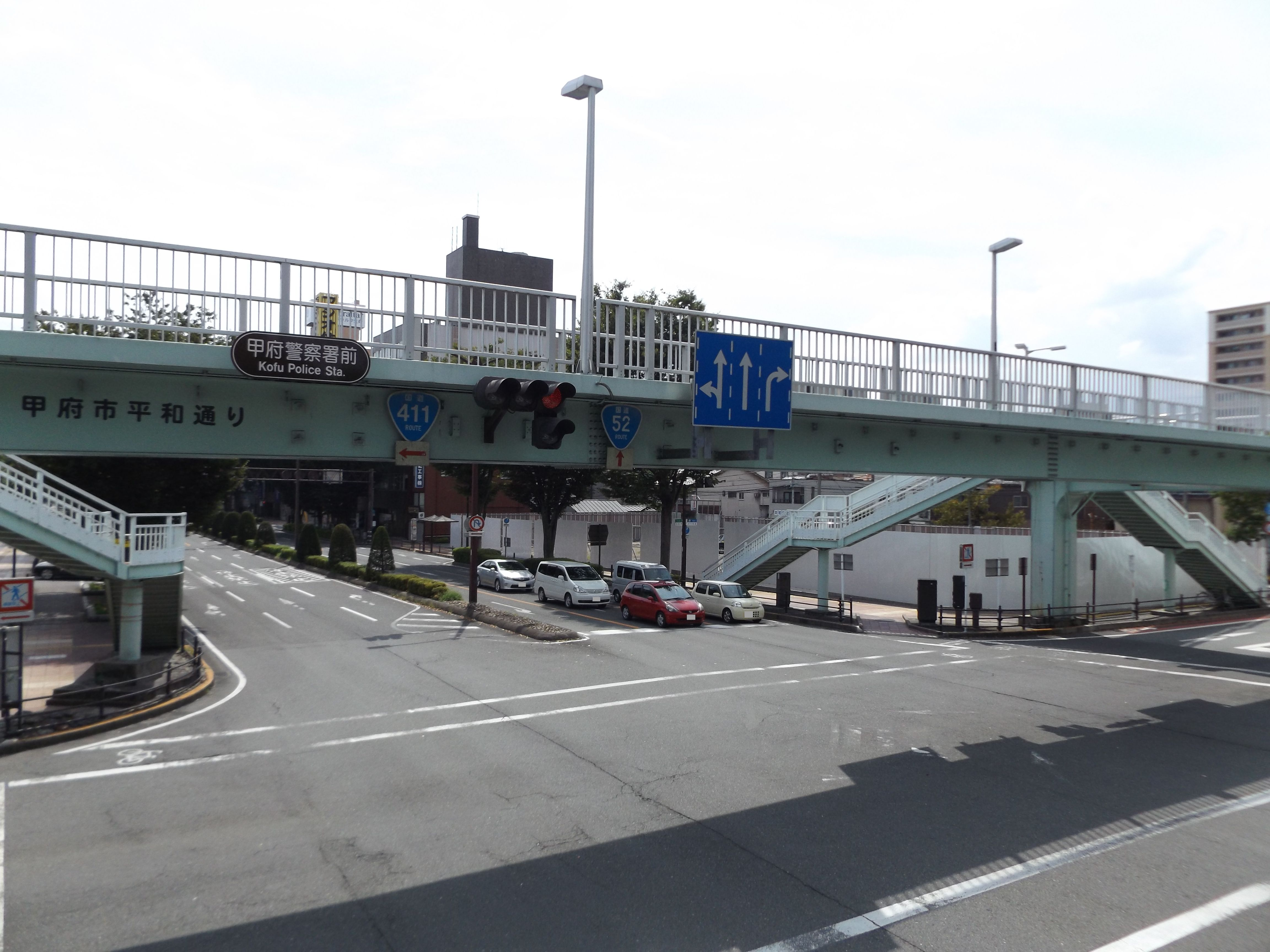
52번 국도의 종점, 이 일대에는 411번 국도와 만난다.
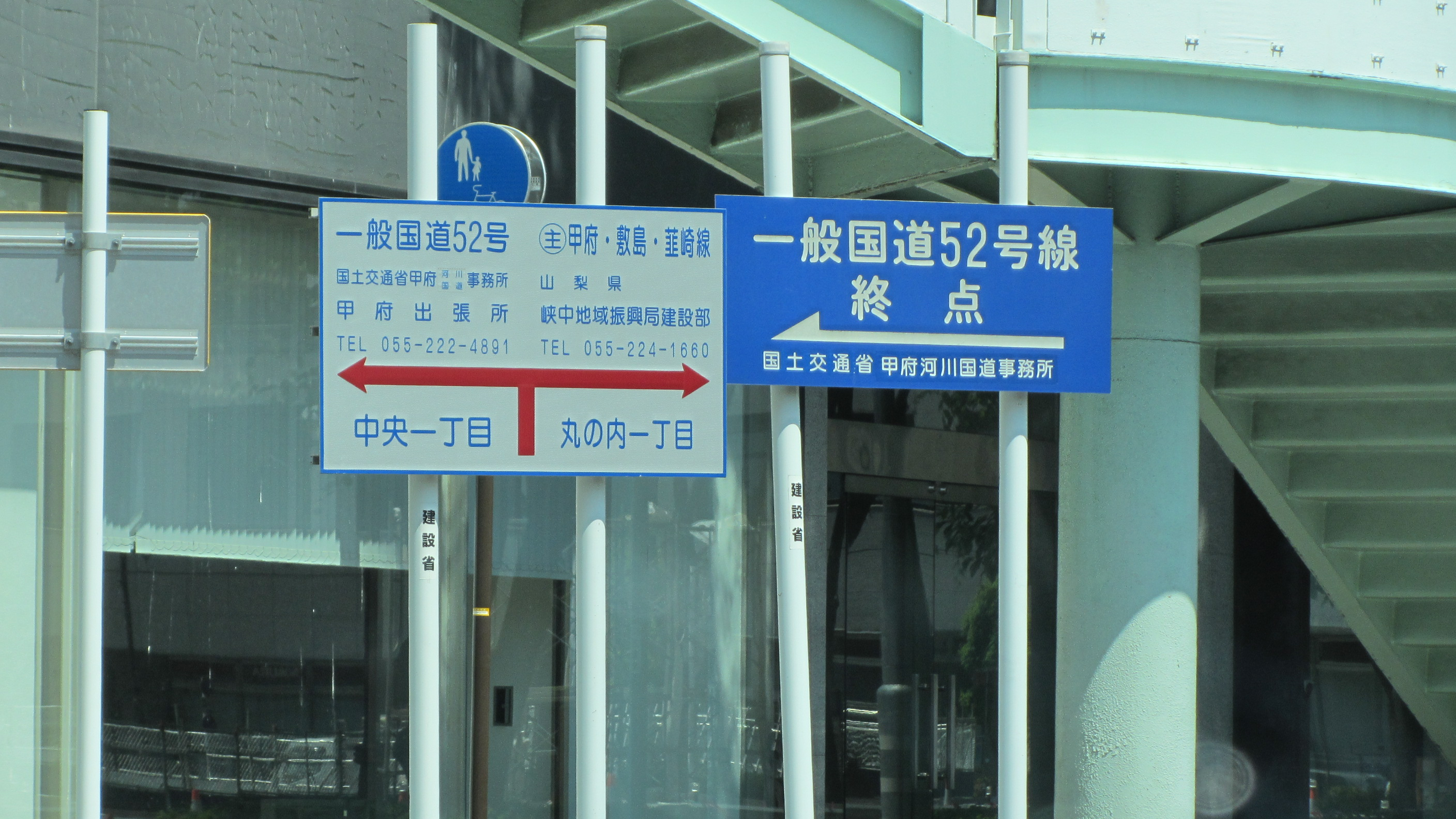
고후시의 고후 경찰서 앞 교차점에 세워진 52번 국도의 종점 관련 표지판.